# Майкл Портер (молодший)
Майкл Ламар Портер-молодший (англ. Michael Lamar Porter Jr; нар. 29 червня 1998 року в Коламбії, штат Міссурі) — американський професійний баскетболіст, що виступає за клуб НБА "Денвер Наггетс". В студентські роки виступав за команду Міссурі Тайгерс Університету Міссурі. Портер вважався одним з найперспективніших гравців драфт-класу 2017 року. Був обраний «Наггетс» під загальним 14-м номером на Драфті НБА 2018 року.

## Шкільна кар'єра
Портер відвідував регіональну католицьку школу отця Толтона в Коламбії, штат Міссурі, перед тим як перейти на старший курс до середньої школи Нейтана Гейла в Сіетлі, штат Вашингтон. Його батько, Майкл Портер-старший, був найнятий до Вашингтонського університету помічником тренера; колишній гравець НБА Брендон Рой був тренером баскетбольної команди Нейтана Гейла.
У сезоні третьокурсника в школі отця Тотона Портер привів команду до чемпіонства у класі 2А. Влітку 2016 року Портер приєднався до команди Mokan Elite у молодіжній баскетбольній лізі Nike Elite (EYBL), набираючи в середньому 26,2 очка та 11,5 підбирань за гру, що допомогло команді виграти Nike EYBL Peach Jam, а він сам був визнаний MVP турніру разом із партнером по команді та майбутнім гравцем НБА Треєм Янгом.
У своєму сезоні старшокурсника він набирав у середньому 36,2 очка та 13,6 підбирань, та допоміг своїй команді середньої школи забезпечити результат 29–0 і виграти чемпіонат штату Вашингтон класу 3А. Портер був оцінений як п'ятизірковий рекрут і визнаний одним із найкращих новобранців у своєму класі за рейтингом Rivals.com та ESPN. 
29 березня 2017 року Портер був визнаний MVP на McDonald's All-American Game, привівши команду Заходу до перемоги над Сходом 109–107. Портер також брав участь у Nike Hoop Summit 2017 року, та привів команду США до перемоги 98–87 над командою решти світу з 19 очками за 23 хвилини гри.

## Студентська кар'єра
У липні 2016 року Портер початково підписав контракт із командою Вашингтон Хаскіс місцевого університету. Після звільнення Лоренцо Ромара з посади головного тренера Вашингтона, Портера-старшого найняли помічником тренера в Університеті Міссурі. Пізніше Портер-молодший також пішов з Вашингтона.
24 березня 2017 року Портер почав грати за Міссурі, приєднавшись до свого батька та молодшого брата, Джонтея Портера (який перекваліфікувався з класу 2018 року).
Майкл отримав травму в першій половині гри проти команди Університету Айови. Очікувалось, що Портер пропустить решту сезону 2017–18 через травму попереку, яка вимагала операції. 22 листопада 2017 року Портеру була проведена успішна мікродискектомія спинномозкових дисків L3-L4. 22 лютого 2018 року Портер-молодший отримав дозвіл на тренування з Міссурі, з можливістю повернутися до гри до кінця сезону. Керівники НБА заохочували його грати, якщо він почувався досить здоровим для цього. 
Портер офіційно повернувся до гри 8 березня 2018 року в чвертьфіналі турніру SEC. Портер також зіграв у першому турі баскетбольного турніру серед чоловіків у дивізіоні I NCAA 2018 року, де команда програла Університету Флориди. Однак в обох іграх Портер виходив з лави, а не у старті, як це було першої ночі, головним чином в якості запобіжного заходу. 27 березня Портер оголосив про намір відмовитись від останніх трьох років навчання в університеті і виставив власну кандидатуру на драфт НБА 2018 року.

## Професійна кар'єра

### Денвер Наггетс (2018— дотепер)
21 червня 2018 року Портер був обраний під 14-м загальним номером командою "Денвер Наггетс". Він упав з можливого першого загального піку на 14-й через повідомлення про стан його здоров'я. "Самородки" також обговорювали можливість того, щоб він пропустив увесь перший сезон в НБА через свої проблеми зі спиною. 3 липня 2018 року Портер підписав багаторічний контракт з "Наггетс". 19 липня 2018 року вони оголосили, що Майкл переніс другу операцію на спині.
31 жовтня 2019 року Портер дебютував у НБА, вийшовши з лави запасних та мав доробок із 15 очок, 4 підбирань та результативної передачі у програші «Нью-Орлінс Пеліканс» 107–122. 29 грудня Портер вперше в НБА розпочав гру у стартовому складі, закінчивши її із 19 очками, 6 підбираннями та результативною передачею за 26 хвилин у перемозі над "Сакраменто Кінгз" 120-115. Лише через чотири дні він оновив свої найкращі показники у кар’єрі - 25 очок за 23 хвилини у перемозі проти "Індіани Пейсерз". 4 серпня 2020 року, повернувшись після припинення сезону через пандемію COVID-19, Портер-молодший вивів "Наггетс" до першої перемоги в "бульбашці Орландо", набравши найбільші в кар'єрі 37 очок на шляху до 121–113 перемоги в овертаймі над "Оклахома-Сіті Тандер".

## Статистика

### НБА

#### Регулярний сезон
| Сезон   | Команда | GP | GS | MPG  | FG%  | 3P%  | FT%  | RPG | APG | SPG | BPG | PPG |
| ------- | ------- | -- | -- | ---- | ---- | ---- | ---- | --- | --- | --- | --- | --- |
| 2019–20 | Денвер  | 55 | 8  | 16.4 | .509 | .422 | .833 | 4.7 | .8  | .5  | .5  | 9.3 |
| Кар'єра | Кар'єра | 55 | 8  | 16.4 | .509 | .422 | .833 | 4.7 | .8  | .5  | .5  | 9.3 |

#### Playoffs
| Сезон   | Команда | GP | GS | MPG  | FG%  | 3P%  | FT%  | RPG | APG | SPG | BPG | PPG  |
| ------- | ------- | -- | -- | ---- | ---- | ---- | ---- | --- | --- | --- | --- | ---- |
| 2020    | Денвер  | 19 | 3  | 23.8 | .476 | .382 | .743 | 6.7 | .8  | .7  | .3  | 11.4 |
| Кар'єра | Кар'єра | 19 | 3  | 23.8 | .476 | .382 | .743 | 6.7 | .8  | .7  | .3  | 11.4 |

### Коледж
| Сезон   | Команда | GP | GS | MPG  | FG%  | 3P%  | FT%  | RPG | APG | SPG | BPG | PPG  |
| ------- | ------- | -- | -- | ---- | ---- | ---- | ---- | --- | --- | --- | --- | ---- |
| 2017–18 | Міссурі | 3  | 1  | 17.7 | .333 | .300 | .778 | 6.7 | .3  | 1.0 | .3  | 10.0 |

## Особисте життя
Портер виріс як вегетаріанець, і в 2018 році змінив свій раціон на сироїдіння.
Окрім молодшого брата Джонтея, у нього є дві старші сестри на ім'я Брі та Сієра, а також 4 молодших брата та сестри.
У 2017 році Портер зустрічався з актрисою та моделлю Медісон Петтіс.